# 悪魔のロベール

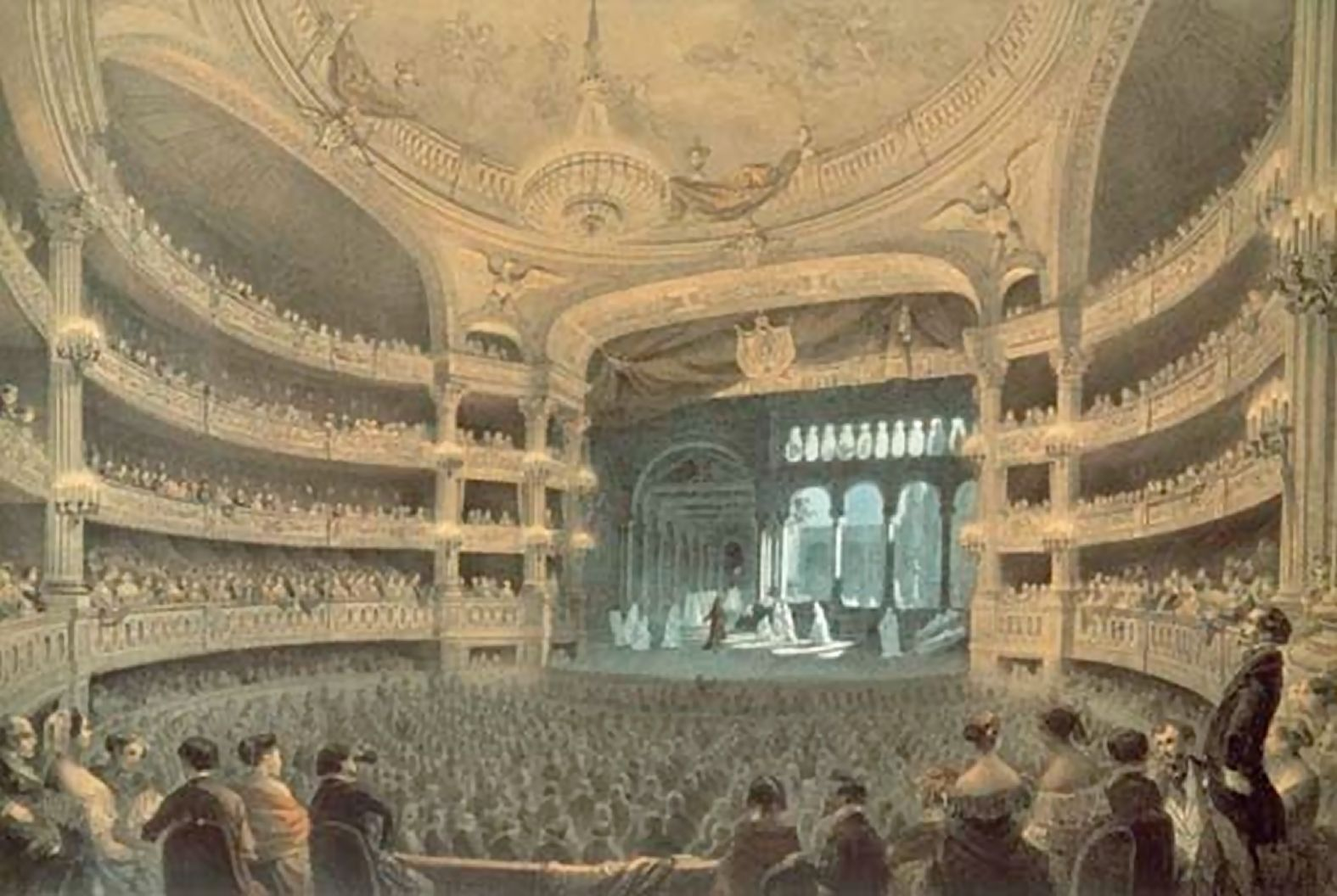
1850年頃のパリ・オペラ座での上演の際のジュール・アルヌーによるリトグラフ

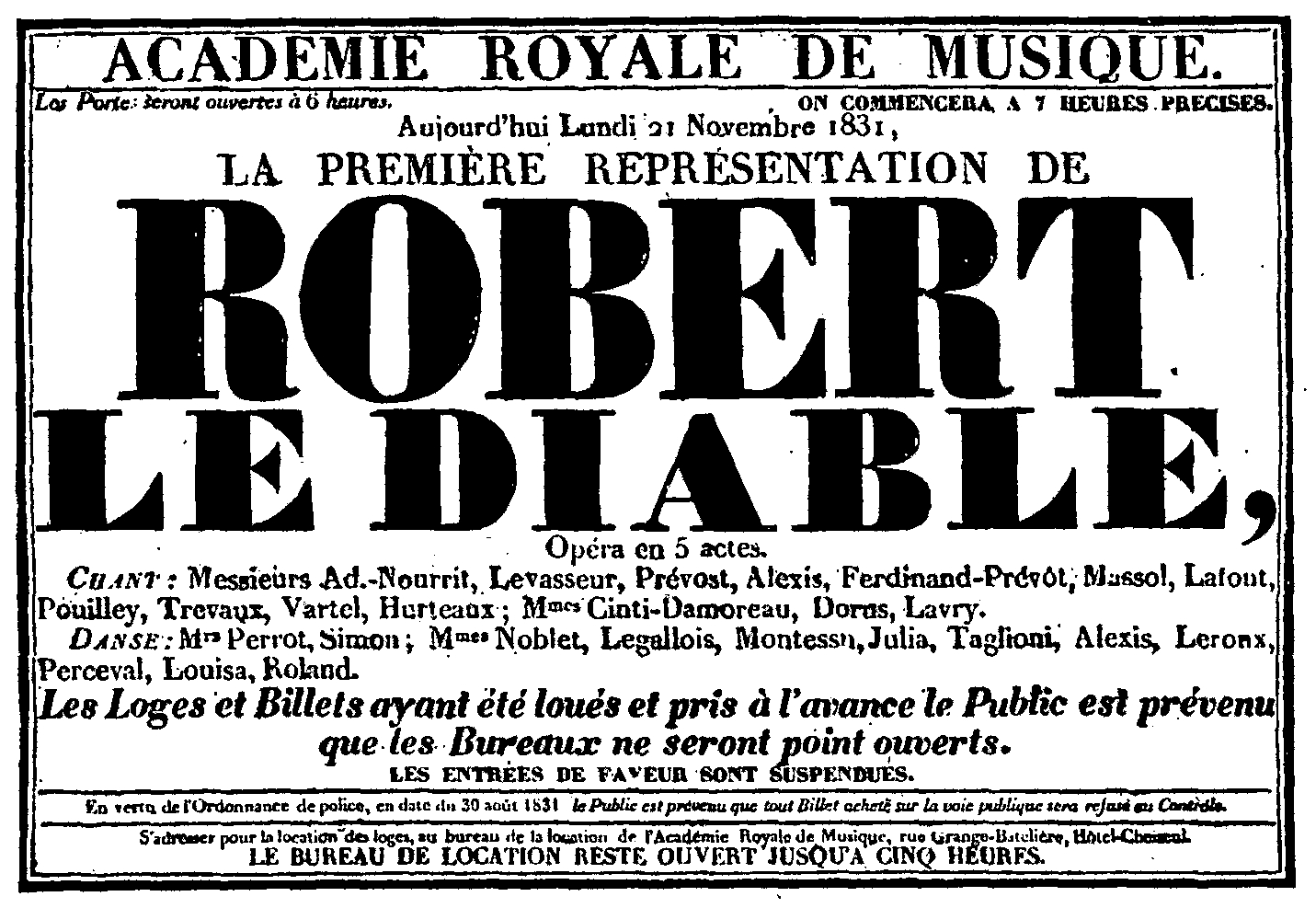
初演時のポスター

『悪魔のロベール』（あくまのロベール、仏: Robert le Diable）は、ジャコモ・マイアベーアによる5幕のグランド・オペラである。かつては『鬼のロベール』の日本語訳題もしばしば用いられた。初演はパリ・オペラ座（サル・ペルティエ）で1831年11月21日に行われた。中世ヨーロッパに起源を持つ伝説で、自分が悪魔の申し子であると知ったノルマン人騎士悪魔ロバートの物語を素材として、ウジェーヌ・スクリーブとジェルマン・ドラヴィーニュによって自由にリブレットが創作されている。

## 概要

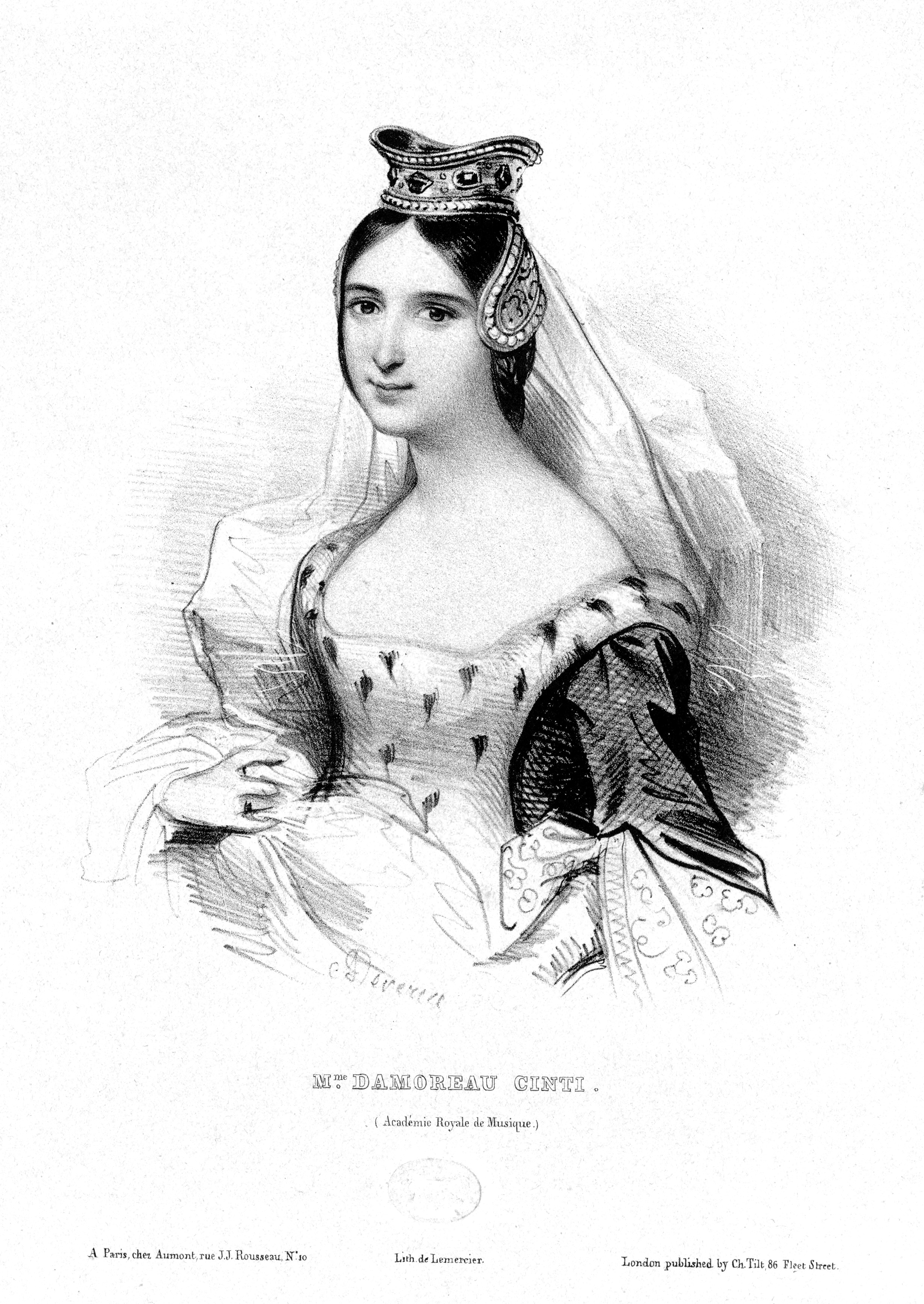
イザベルを演じたロール・サンティ＝ダモロー

『悪魔のロベール』はパリ・オペラ座向けのグランド・オペラなので、
1. 5幕（または4幕）仕立て
2. 劇的な題材
3. 歴史的な興味を惹きつける
4. 大合唱やバレエなどの多彩なスペクタクル要素
5. 異国情緒などを備えていること

が基本条件となっており、ダニエル＝フランソワ＝エスプリ・オベールの『ポルティチの唖娘』（La Muette de Portici、1828年）、ジョアキーノ・ロッシーニの『ギヨーム・テル』（Guillaume Tell 、1829年）に続くものである。前2作が古典派の表現によるものだったのに対し、ロッシーニの影響を色濃く残しながらも初めてロマン派的手法によって作曲されたグランド・オペラである。本作によりグランド・オペラの黄金時代の幕が開けられた。この後、ジャック・アレヴィの『ユダヤの女』（La Juive、1835年）、マイアベーアの『ユグノー教徒』（Les Huguenots、1836年）、『預言者』（Le Prophète、1849年）、『アフリカの女』（L’Africaine、1865年）、ガエターノ・ドニゼッティの『ラ・ファヴォリート』（La Favorite 、1840年）、エクトル・ベルリオーズの『トロイアの人々』（Les Troyens）、ジュゼッペ・ヴェルディの『シチリアの晩鐘』（Les vêpres siciliennes、1855年）や『ドン・カルロス』（Don Carlos、1867年）などが続々と生み出されていくことになる。

## 作曲の経緯
マイアベーアはロッシーニの手助けによって1826年にはパリに移住しており、これ以降フランスでの活躍が始まることになる。まずは1824年初演のイタリア語オペラ『エジプトの十字軍』（Il Crociato in Egitto ）をイタリア座で上演し、好評を得た。さらに、イタリア語オペラ『アンジュのマルゲリータ』（Margherita d'Anjou 、1820年初演）のフランス語による改訂版を1826年にパリのオデオン座にて上演している。この間、マイアベーアはフランス風のオペラの制作の準備を進めた。マイアベーアは当初『悪魔のロベール』をオペラ・コミックとして制作を進めていたが、途中でグランド・オペラに変更している。

## 楽曲

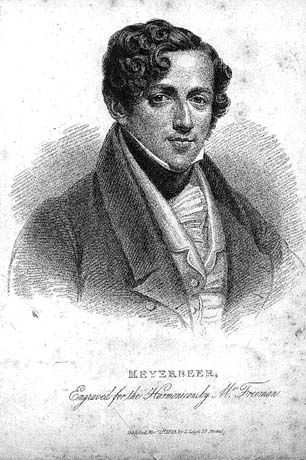
1825年時のマイアベーア

古典派からロマン派への転換期の作品であるため、折衷的傾向も残っているものの多くの革新性を有している。管弦楽の大家であるベルリオーズは創意工夫に富む斬新な手法で書かれたマイアベーアの『悪魔のロベール』の管弦楽を高く評価し、1835年7月12日の『ルヴュ・ガゼット・ミュジカール』紙に寄稿し、具体的例を挙げつつ詳細に記載しており、特にホルンの使用方法を称賛している。そして、マイアベーアがオペラの発展において多大な役割を担っていると結論付けた。本作で初めてオペラにおいてオルガンが使われ、以来、教会の場面には欠かせない楽器となったほか、タムタムなど多種の打楽器がオペラに導入され、特に劇的な瞬間や恐怖の場面に使われた。オルガンはこの後『ユダヤの女』、『ユグノー教徒』、『預言者』などでも使われている。後のヴェルディを予見するような幕切れの3重唱やドニゼッティの『ランメルモールのルチア』を予見するようなハープとイングリッシュホルンを伴奏とするイザベルの長大なカヴァティーナなど見所は多い。演出家のロラン・ペリーは「音楽は革新的で、生き生きとしており、時に愉快だが全く退屈なものではない」語っている。なお、ドイツでの修業時代の同僚ウェーバーの『魔弾の射手』の影響も見られる。

## リブレット
リブレット はスクリーブとドラヴィーニュによって書かれているが、この2人は『ポルティチの唖娘』でも共同で作業にあたっている。スクリーブとマイアベーアはこの後、密接な関係を維持し、オベールおよびアレヴィともども19世紀前半から半ばにかけてのフランスのオペラ界を主導して行くことになる。本作では悪魔を扱ったオペラとして、大いに注目を集め、グノーの『ファウスト』やベルリオーズの『ファウストの劫罰』、オッフェンバックの『ホフマン物語』へも多大な影響を与えている。

## バレエ「死んだ尼僧たちの踊り」

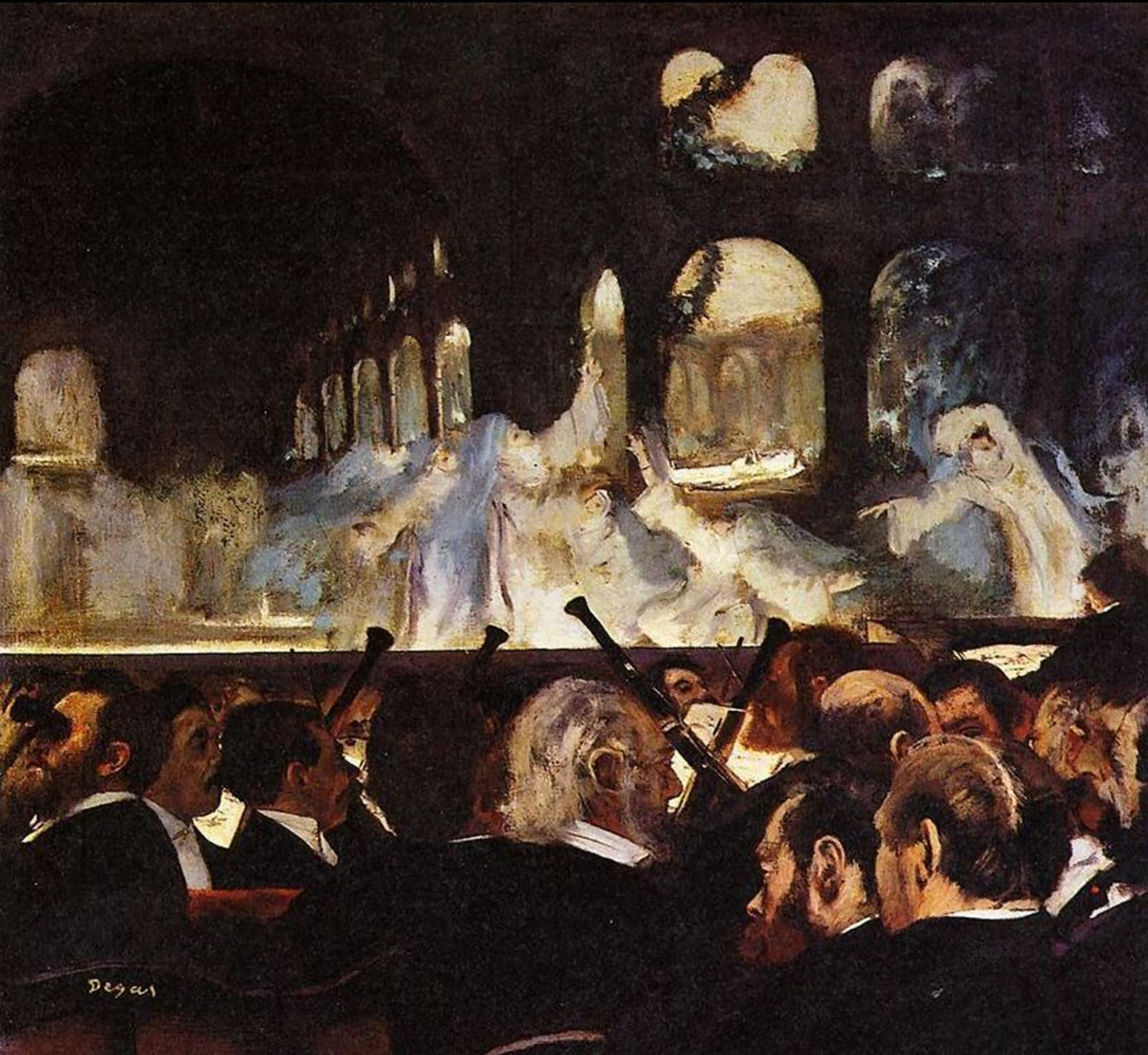
エドガール・ドガによる『悪魔のロベール』のバレエ・シーン (1876年) ヴィクトリア&アルバート博物館所蔵

ロマンティック・バレエの最初の舞踏は『悪魔のロベール』の第3幕第15曲に挿入された「死んだ尼僧たちの踊り」である。このバレエ・シーンは修道院長エレナ役のマリー・タリオーニのために父フィリッポ・タリオーニが振付けたもので、不吉に舞台を照らすガス照明による月の光、修道女たちの白い衣装とヴェールという非現実的な効果の中で、“シュル・レ・ポワント“ （爪先で立ち）とアラベスクが使われた。また、バレエ・ブランと言われる女性ダンサーたちが白いコスチュームを着用して踊るバレエの先駆けにもなった。バレエ・ブランの有名な例としては、1832年の『ラ・シルフィード』（ジャン・シュナイツホーファ作曲、フィリッポ・タリオーニ振付）を始め、1841年の『ジゼル』（アドルフ・アダン作曲）、1877年の『白鳥の湖』（ピョートル・チャイコフスキー作曲）などがある。本作の第3幕の第2場はほぼバレエによって展開される。多くのグランド･オペラにおいてもバレエは余興の扱いがなされていることも少なくないが、本作においてはドラマの展開そのものを担っており、入念に設計され、不可欠な要素となっている。また、死んだ尼僧が生き返って物悲しくも官能的なまでに美しい音楽に合せて踊り、主人公を誘惑する筋立ても、当時としては宗教上の物議を醸すであろうと思われる内容となっている。

## 初演

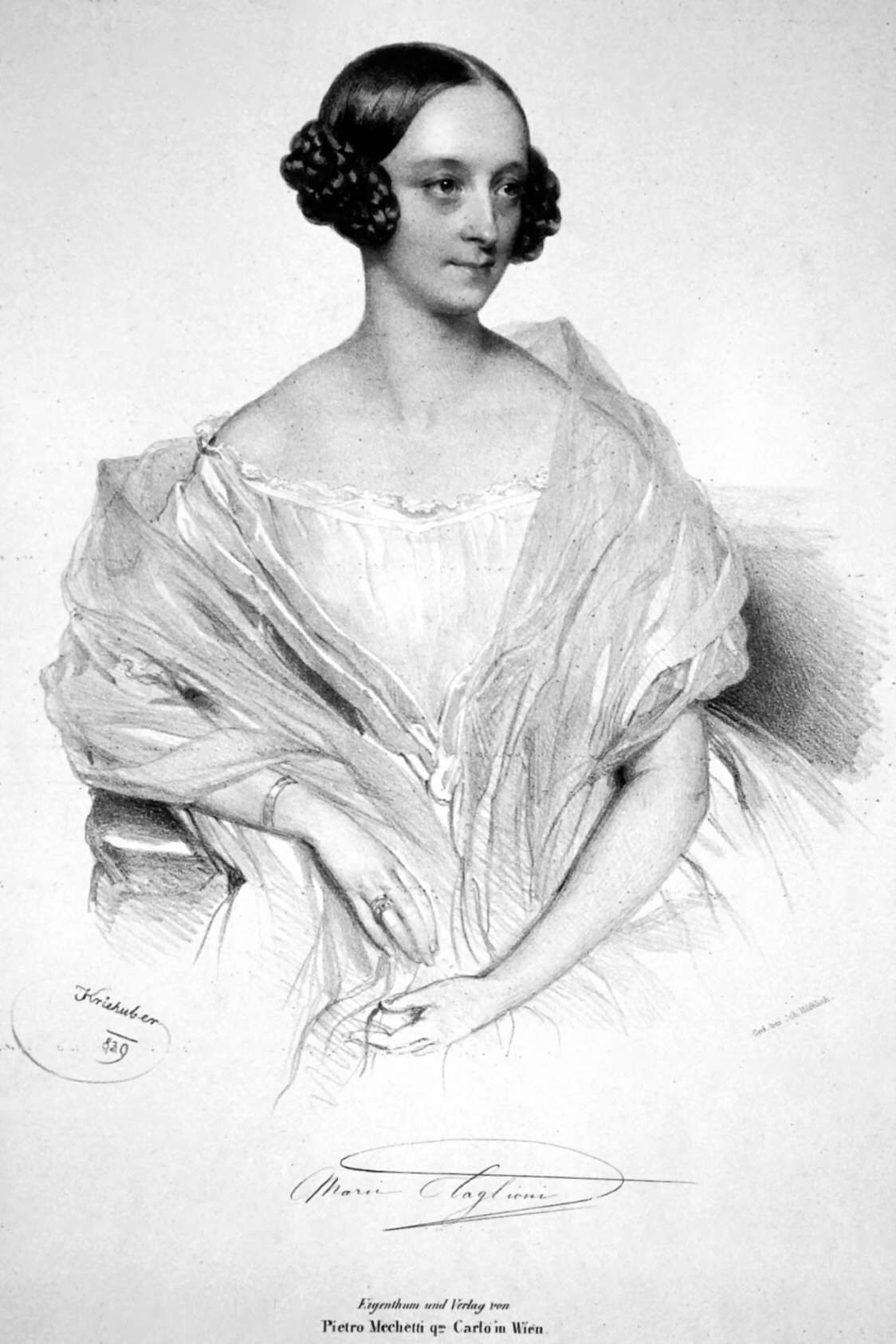
マリー・タリオーニ

1831年11月21日の初演は、当時の花形歌手たちであるジュリー・ドリュ・グラ（アリス）、ロール・サンティ＝ダモロー（イザベル）、アドルフ・ヌーリ（ロベール）、プロスペル・ルヴァッスール（ベルトラン）らによって上演された。本作はオペラ座史上「空前の大成功を収め、すぐに10言語に翻訳され、パリだけでも10年間で230回の上演がされるオペラ座の看板演目となる」。『悪魔のロベール』は「豪華で夢幻的な装置を使い、華やかなオーケストレーションを伴った壮大なスペクタクルで絶賛を博し、作曲家の名前を一躍高めたのだった」。演出と舞台装置については、後にオペラ座の総裁になる舞台美術家アンリ・デュポンシェルとピエール＝リュック＝シャルル・シセリ （英語版）によるガス燈を最大限に活用した演出が好評を博した。イギリス初演は1832年2月20日、ロンドンのドルリー・レーン劇場で行われた。アメリカ初演は1834年4月7日、ニューヨークのパーク劇場にてロフィノ・レイシーによる稿によって行われた。出演はウッド夫人、シャルプ、ハリソン、ウッド、クラーク、プラシード、ブレイクリー、ハイドンらであった。なお、「パリ・オペラ座での751回にして最後の上演は1893年のことであった」。日本初演はアマチュアの団体であるガレリア座管弦楽団、同合唱団、同バレエ団により2015年12月20日にパルテノン多摩の大ホールにて、野町琢爾の指揮、八木原良貴の演出、釜田雄介（ロベール）、北教之（ベルトラン）、久保直子（アリス）、大津佐知子（イザベル）、佐藤尚之（ランボー）らにより上演された
。

## 初演後の世界への広がり
1831年の初演から2年間に上演された都市は下記の通り。
フランスではパリをはじめ ボルドー (2年間で47回)、 マルセイユ (51回)、トゥールーズ (54回)、リヨン (32回)、ルーアン、ナント (27回)、リール、ストラスブール、ブレスト (19回)、メス (フランス)、ナンシー、ル・アーヴル (21回)、グルノーブル、ニーム、アングレーム、シャロン＝シュル＝マルヌ、ブレス、マコン、クレルモン＝フェラン、アミアン (14回)、ディジョン (25回)、ポワティエ、アンジェ、ドゥエー、ブザンソン、アヴィニョン、ペルピニャン、モンペリエ、ヴァランシエンヌ、ブルジュ、ラヴァル、オータン、ブローニュ＝シュル＝メール、モントーバン、エクス＝アン＝プロヴァンス、 ムーラン、 ウィーン、ベルリン、ミュンヘン、ドレスデン、ハンブルク、ケルン、フランクフルト、フランクフルト・アン・デア・オーダー、ワイマール、マインツ、ヴィースバーデン、ハノーファー、ブレスラウ、グローガウ、リーグニッツ、ブラウンシュヴァイク、ライプチッヒ、ブレーメン、シュトゥットガルト、ヴュルテンベルク、カールスルーエ、カッセル、フライブルク 、デトモルトというようにフランスの39都市、ドイツ語圏の33都市、その他 イギリス、ベルギー、オランダ、デンマーク、ハンガリー、スイス 、ロシアの７か国69 の劇場で上演され、その後は下記のような広がりを見せた。
- 1832年： ベルリン、 ダブリン、 リエージュ、 ロンドン、 ストラスブール
- 1833年： アントワープ、 ブリュッセル、 コペンハーゲン、 マルセイユ、 ウィーン
- 1834年： アムステルダム、 ブラチスラヴァ、 ブルノ、 ブダペスト、 デン・ハーグ、 リヨン、 ニューヨーク、 サンクトペテルブルク
- 1835年：ブカレスト、 ゲント、 プラハ
- 1836年： バーゼル、 カルカッタ、 ニューオリンズ (フランス語版)、 リュブリャナ
- 1837年： ワルシャワ
- 1838年： リスボン
- 1839年： ストックホルム

1840年代に入ると、イタリア各地での上演が以下のように始まった。
フィレンツェ (1841年、1842年、1843年)、 パドヴァ (1842年、1844年、1845年)、 トリエステ (1842年、1844年)、 ブレシア (1843年)、 クレモナ (1843年、1844年)、 リヴォルノ (1843年)、 ヴェネツィア、(1843年、 1845年)、 ミラノ (1844年、1846年)、 ローマ (1844年)、 ヴェローナ (1844年)、 バッサーノ (1845年)、 トリノ (1846年)、 ボローニャ (1847年) 、 アンコーナ (1847年)。

## 近年のリバイバル
『ユグノー教徒』ほどの勢いはないが、わずかながら上演されており、主なものは下記の通り。
- 1985年 6～7月にパリ・オペラ座にて、トーマス・フルトンの指揮、ペトリカ・イヨネスコの演出、アラン・ヴァンゾ、ロックウェル・ブレイク（ロベール）、ジューン・アンダーソン （イザベル）ミシェル・ラグランジュ（アリス）、サミュエル・レイミー（ベルトラン）、ウォルター・ドナティ（ランボー）、ジャン=フィリップ・マルリエール（アリベルティ）らにより上演された[12]。
- 2000年3月にベルリン国立歌劇場にてマルク・ミンコフスキの指揮、ゲオルグ・クアンダーの演出、ジェニー・ツァン（ロベール）、グァンチョル・ユン（ベルトラン）、マリーナ・メシェリャコヴァ（アリス）、ネリー・ミリチオウ（イザベル）らにより上演された[13]。
- 2011年9月にエアフルト劇場にてザムエル・ベヒリの指揮によるエアフルト・フィルハーモニー管弦楽団およびエアフルト歌劇場合唱団の演奏、ジャン＝ルイ・ グリンダの演出、エリック・フェントン（ロベール）、ヴァツゲン・ガザリアン（ベルトラン）、イリア・パパンドレウ（アリス）、クラウディア・ソロキナ（イザベル）らにより上演された[14]。
- 2012年12月にコヴェント・ガーデン王立歌劇場にて、ダニエル・オーレンの指揮、ロラン・ペリーの演出、ブライアン・イーメル（英語版）（ロベール）、ジョン・レリエ（ベルトラン）、マリーナ・ポプラフスカヤ（アリス）、パトリツィア・チョーフィ（イザベル）、ジャン=フランソワ・ボラス（ランボー）らにより上演された[15]。

2019年にはモラヴィア・シレジア国立歌劇場とブリュッセルの王立モネ劇場が上演を予定している。

## 役柄
| 人物名               | 役                       | 声域                | 1831年11月22日初演のキャスト （指揮者： フランソワ・アントワーヌ・アブネック） |
| -------------------- | ------------------------ | ------------------- | ------------------------------------------------------------------------------ |
| ロベール             | ノルマンディー公爵       | テノール            | アドルフ・ヌーリ                                                               |
| イザベル             | シチリア王女             | ソプラノ            | ロール・サンティ＝ダモロー                                                     |
| ベルトラン           | ロベールの友人、実は父親 | バリトンまたは バス | ニコラ・プロスペル・ルヴァッスール                                             |
| アリス               | ロベールの乳兄弟         | ソプラノ            | ジュリー・ドリュ・グラ                                                         |
| ランボー             | ノルマンディーの吟遊詩人 | テノール            | マルセラン・ラフォン                                                           |
| アルベルティ         | 騎士                     | バス                | ジャン・ピエール・ユルトー                                                     |
| 使者                 | －                       | テノール            | ジャン=エチエンヌ=オーギュスト・マッソル                                       |
| 女官長               | －                       | ソプラノ            | ラヴリ                                                                         |
| パレルモ大聖堂の司祭 | －                       | バリトン            | －                                                                             |
| エレナ               | 修道院長                 | バレリーナ          | マリー・タリオーニ                                                             |

- 合唱:騎士団、警備員、警察官、使者、小姓、宮廷婦人、巡礼者、修道士、農民、ジプシー、シチリア王の王家、グラナダ王子の側近、天使、悪魔
- バレエ:農民、修道女

## 初演時の衣装
フランソワ＝ガブリエル・レポールによるデザイン。

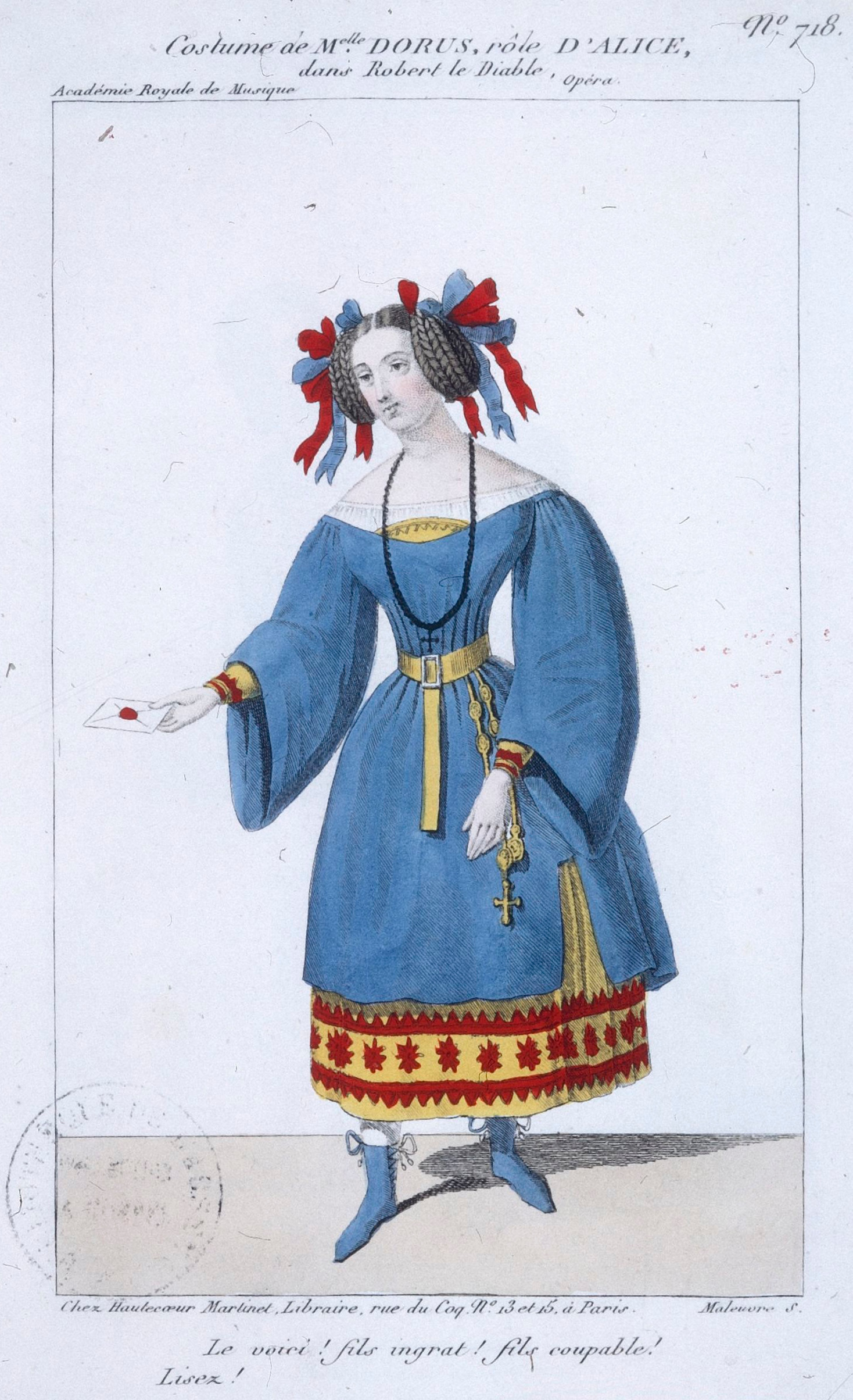
アリス役のドリュ・グラ
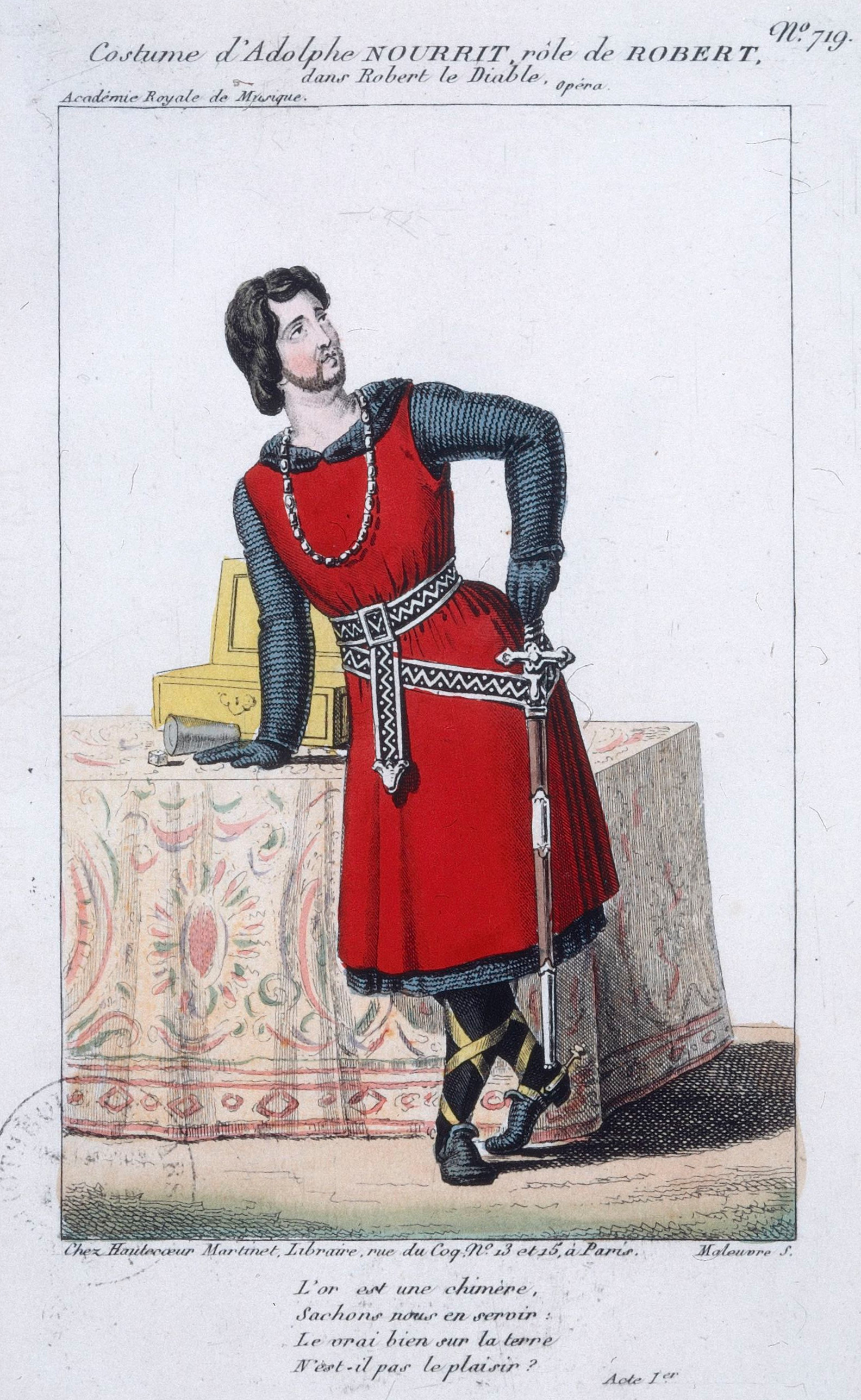
ロベール役のヌーリ
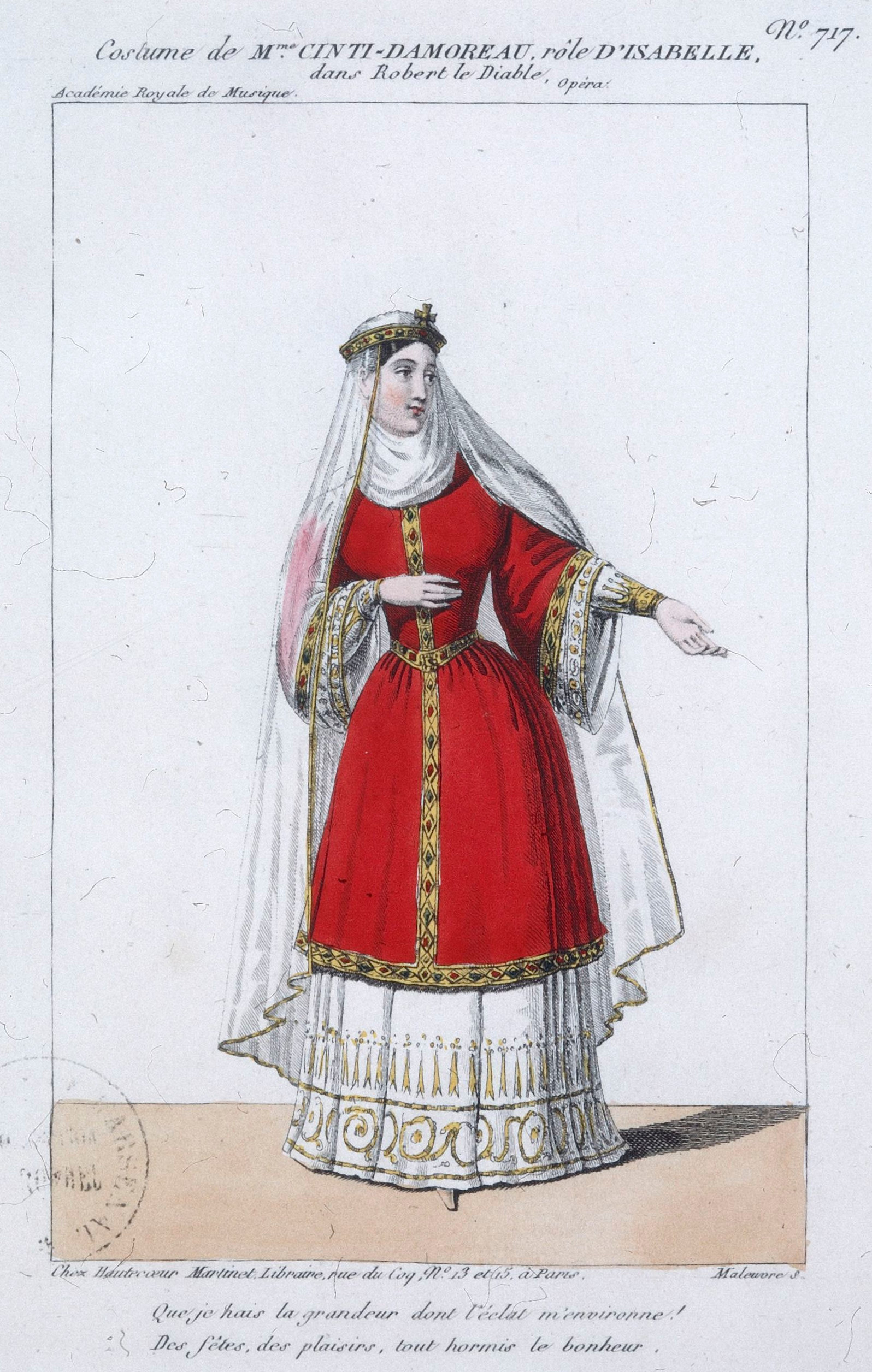
イザベル役のサンティ＝ダモロー
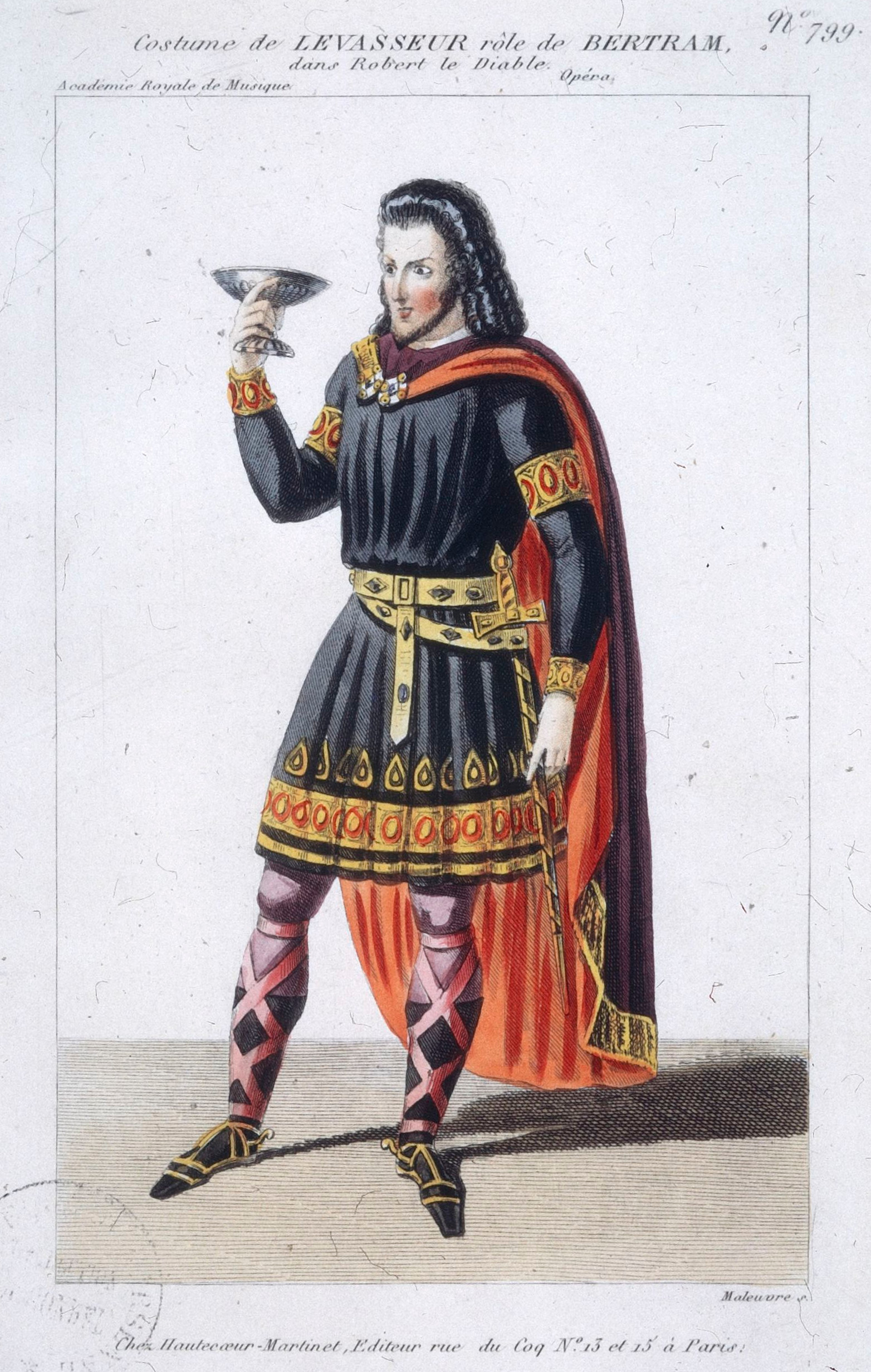
ベルトラン役のルヴァッスール
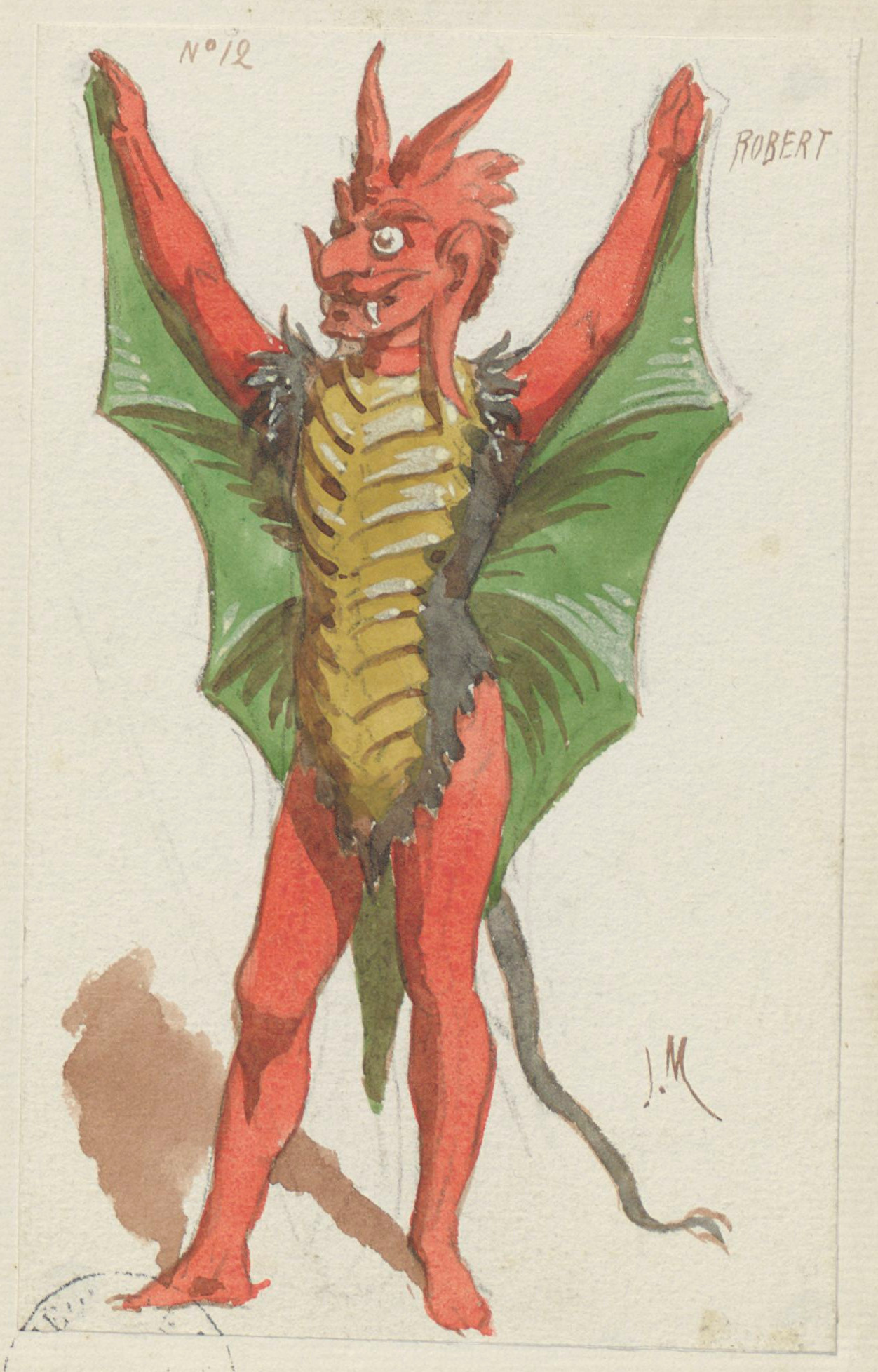
ジュル・マールによる悪魔

## あらすじ
舞台：13世紀、シチリアのパレルモ

### 第1幕
パレルモの港の前の広場

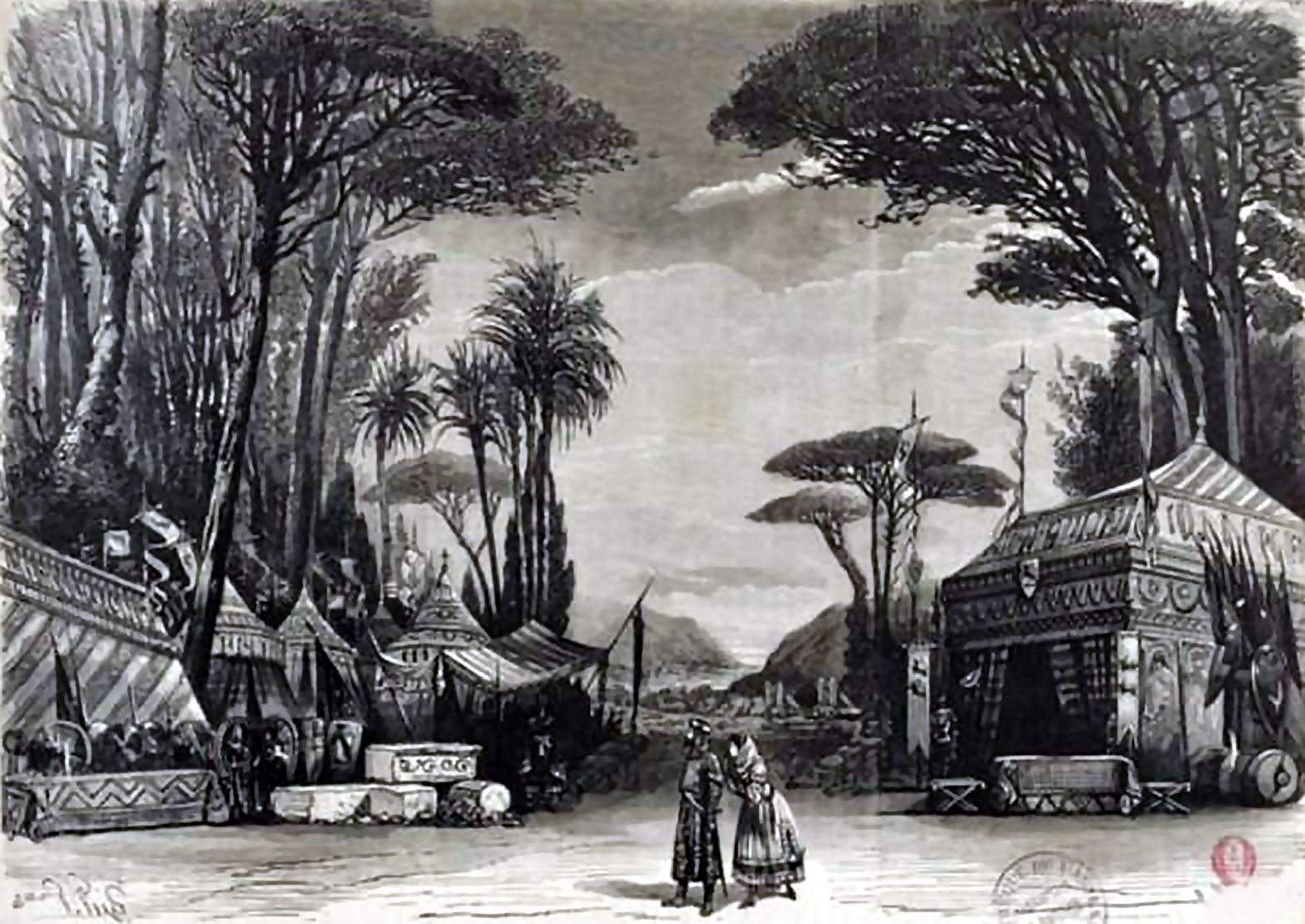
1860年頃のパリ・オペラ座での再演の際の第1幕の装飾

短い序曲に続いて幕が上がる。騎士たち大勢が王女御前の槍試合のために集まっており、酒を酌み交わしている。ロベールとベルトランが加わり居酒屋で酒を飲んでいるところへ、ノルマンディーから来た一団の騎士たちと吟遊詩人が現れる。騎士たちの何か面白い土産話はないかという要望に応えて吟遊詩人のランボーが故郷ノルマンディーのロベール公爵の話を始める。先代ノルマンディー公爵は一人娘ベルトを外国の王子と結婚させたが、その王子は悪魔であると噂され、2人の間に生まれた一人息子ロベールも一見紳士だが女と見れば誰彼となく手を付けるため〈悪魔のロベール〉と怖がられ、とうとう国を追われたと揶揄するようなバラードを歌う。それをじっと我慢して聴いていたロベールが立ち上がり、自分のことをそこまで悪く言う奴は手打ちにしてやると言って剣を抜く。ランボーはただ噂話をしたまでで悪意はないと言う。ランボーは続けて婚約者と共にあなたに手紙を届けるためにノルマンディーから来たと説明する。ロベールは婚約者が一緒なのか、その婚約者は美しいのであろう、その婚約者は自分がもらうと言い、その女をものにする代わりにランボーの命ばかりは許してやろうと言う。そうこうしているとランボーの許嫁であるアリスが現れる。ロベールは即座に彼女が自分の乳兄妹と理解する。アリスはロベールの母が死んでしまい、その遺言状を持ってきたことを伝える。しかし、ロベールはシチリアの王女への情念を燃やしている最中で、少し前に彼女に恋焦がれてシチリア王に挑みかかり、王の騎士たちに打ち負かされてしまったところを、ベルトランが騎士たちを蹴散らして助けられたのだと話す。そんな状況なので、今はその手紙を読むべき時ではないので、もうしばらくその手紙を持っていて欲しいとアリスに頼むのだった。そこへベルトランが現れる。アリスはベルトランの顔を一目見て、故郷の城に、彼とよく似た怪物のような男のゴブラン織があったと呟き、怪訝そうな様子をする。ベルトランは騎士たちを呼びロベールとサイコロの賭けを始めさせる。ロベールは負けが込み、金も馬も甲冑も失う。騎士たちはロベールをあざ笑い、ロベールは仕返しを誓うのだった。

### 第2幕

#### 第1場
シチリア王の宮殿の大広間

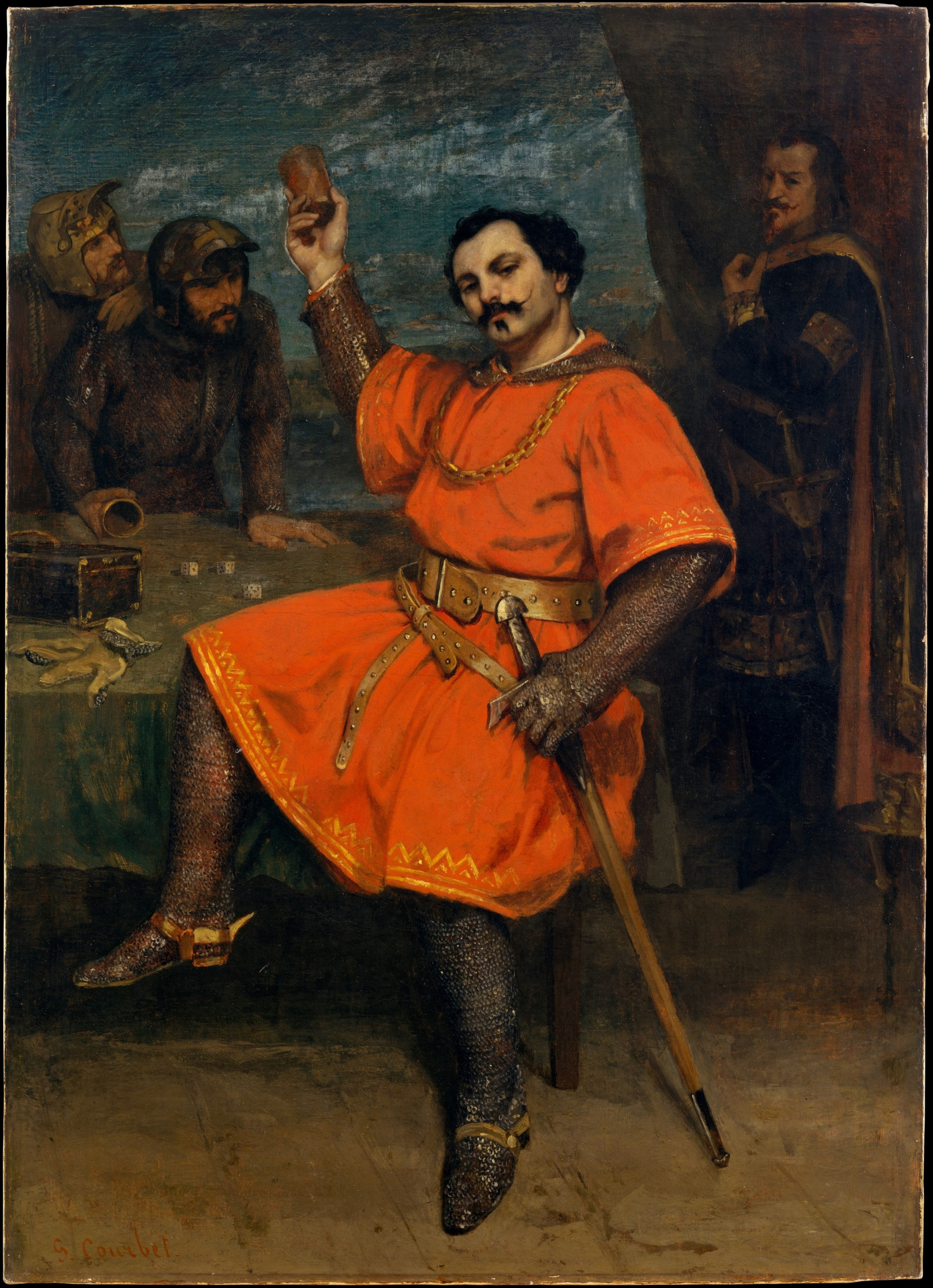
ギュスターヴ・クールベによるロベールを演じるルイ・ゲイマール、メトロポリタン美術館所蔵

ロベールを愛するイザベル王女は、彼との恋が成就しないことを嘆いている。そこにアリスがロベールからの手紙を持って入ってくる。イザベルが喜び、アリスが話しているところに、ロベールが案内されて入ってくる。ロベールは過去の非礼について王女に許しを乞う。さらに、賭け事で金も馬も甲冑も全て失ってしまったことを告白し、新しい甲冑を与えられる。ロベールは御前試合に臨み、勝って貴女と結婚しようと高らかに歌う。ロベールのもとにベルトランと伝令が現れ、グラナダの王子が御前試合の前に、森で決闘したい旨を告げる。ロベールはそれを受け、森へと向かう。

#### 第2場
馬上試合の会場
馬上試合を前に、人々が集まり踊っている。グラナダの王子はイザベルを得るためにすべての競争相手に挑戦状を出したのだった。グラナダ公が試合に進み出る。一方、ロベールはベルトランの仕掛けた罠であるありもしない決闘に向かってしまった。合唱が試合開始を告げ、騎士たちは意気揚々と準備を始める。イザベルは一向にロベールが現れないので、不安になるが、止む無く試合開始を宣言する。結局、御前試合が始まってもロベールは会場に現れないので、不戦敗となってしまう。ベルトランはしてやったりと勝利の歌を歌う。ロベールの勝利を期待していたイザベルは失望し嘆くのだった。

### 第3幕

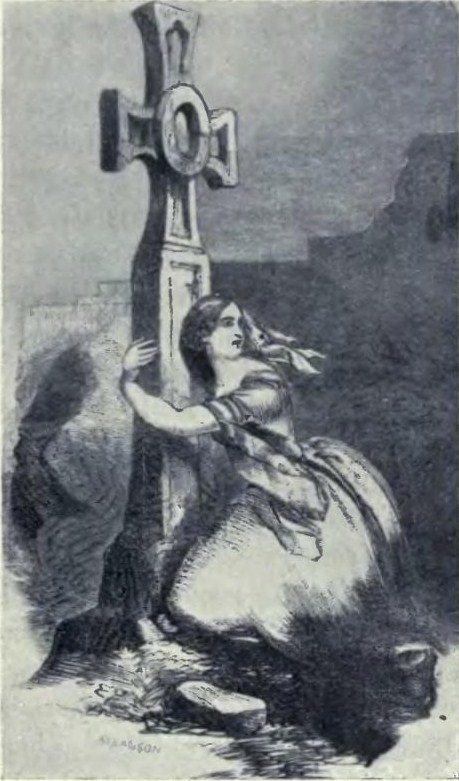
第3幕第1場でアリスを演じるジェニー・リンド

#### 第1場
サンタ・クレーヌの不気味な岩山
洞窟への入口のそばの聖アイリーンの石付近で、アリスと落ち合うことにしていたランボーの前にベルトランが現れ、貧乏人と結婚するより、人生を楽しめと金貨を与える。ランボーはそれに感謝して、その場を立ち去る。ひとりベルトランは、洞穴から悪魔の世界へ降りていく。悪魔を称えて歌い、ロベールの名を繰り返す悪霊のコーラスが、洞窟から聞こえる。そこへアリスがやってくるとベルトランが洞窟から現れる。ベルトランが今夜12時までにロベールを悪魔にしないと永遠に彼を失ってしまうと呟くのを彼女は耳にする。そこへイザベルを失って絶望的になっていたロベールが現れ、アリスはなんとか逃げ出す。ベルトランはロベールに、恋敵から王女を奪還するためには聖ロザリエの樹の枝を取りに行かなければならないとそそのかす。ベルトラムは近くの女子修道院の杉の木に"魔法の枝" がある、ロベールが枝を盗むことができれば彼は彼自身を見えなくさせることができるのだと言う。ロベールはやむなくこれに同意する。

#### 第2場
聖ロザリエの尼僧院

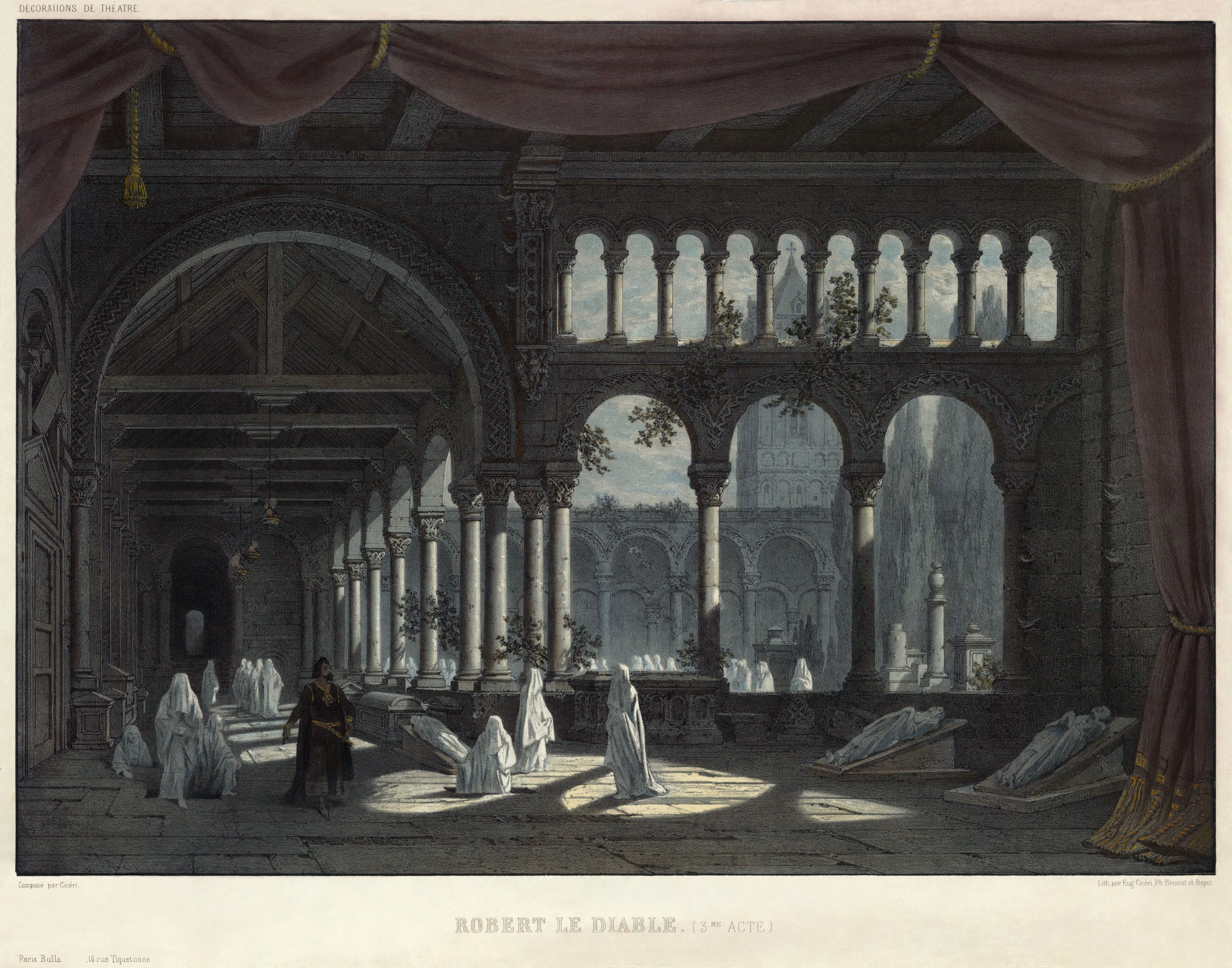

月に照らされた夜の聖ロザリエの尼僧院に先回りしたベルトランは悪魔のモノローグを歌う。この後はバレエによりドラマが進行する。姦淫の罪により劫罰を受けて死んだ尼僧たちを墓の中から蘇らせ、間もなく現れる騎士を誘惑するよう修道院長エレナを始めとする死霊達に命令する。(1)「呼び出された亡霊たち」に続き、(2)「修道女たちの行列」が行われ、(3)バッカナールとなる。ロベールが現れると、エレナと尼僧たちは誘惑の踊りを始め、(4)「酩酊による誘惑」、(5)「賭け事による誘惑」、(6)「愛による誘惑」で、タリスマンの魔法の小枝を折るように誘惑する。ロベールはエレナたちの誘惑に負けて魔法の枝を折ってしまう。この枝さえあれば、自分の姿が人には見えず、人を眠らせることができるのである。最後は修道たちが亡霊に変貌する(7)「踊りのある合唱曲」となってバレエダンサーたちに合唱のメンバーが合流し、悪魔の勝利の合唱となり、壮大なフィナーレを構築する。ロベールはその枝を持ち、イザベルの城へ向かうのだった。

### 第4幕
イザベル王女の寝室

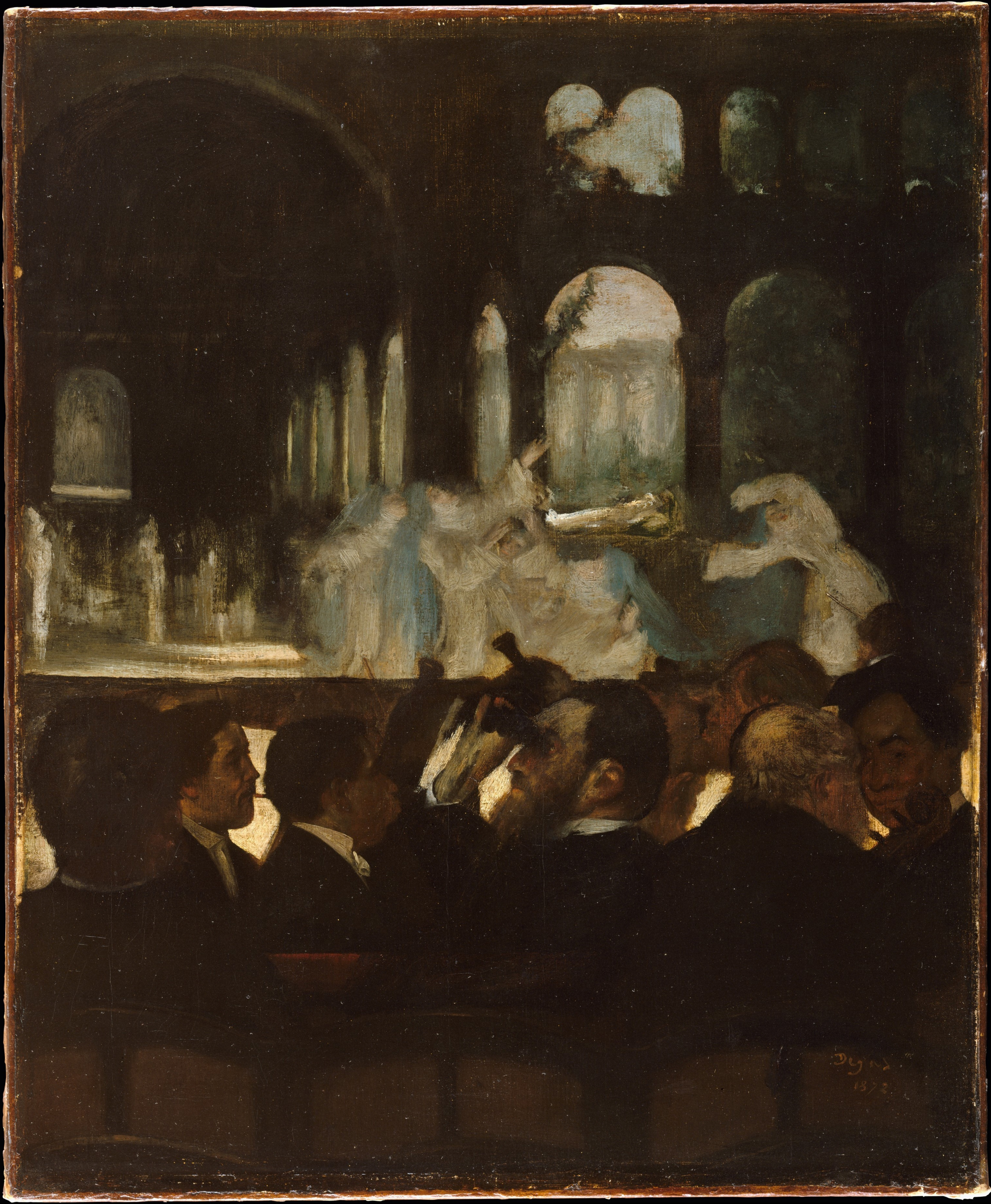
エドガール・ドガによる『悪魔のロベール』のバレエ (1871年) メトロポリタン美術館所蔵

侍女や小間使いたちがイザベルとグラナダ公との婚礼の用意をしているとアリスが現れる。アリスは「自分はこの地から去らねばならないが、その前にどうしてもロベールに渡さなくてはならない母の手紙があり、それを渡さないと彼に危険が迫ることになる」とイザベルに助けを求める。そこへ小枝を手にしたロベールが現れ、イザベル以外の舞台の全員を魔法の杖で眠らせる。ロベールはイザベルだけを目覚めさせ、連れ去ろうとするが、イザベルは御前試合にロベールが来なかったと責める。ロベールがそれでは誘拐するぞと彼女を脅すとイザベルはロベールが怖くなり、一緒に行くことを拒む。イザベルは慈悲を乞い、彼女が彼を愛していることを彼に思い出させる。その態度に自暴自棄となったロベールは魔法の杖を粉々に砕いてしまう。すると眠りについていたアルベールや騎士たちが目覚め、ロベールを捕えて明日死刑にすると引き立てて行ってしまう。

### 第5幕
パレルモの教会の中庭

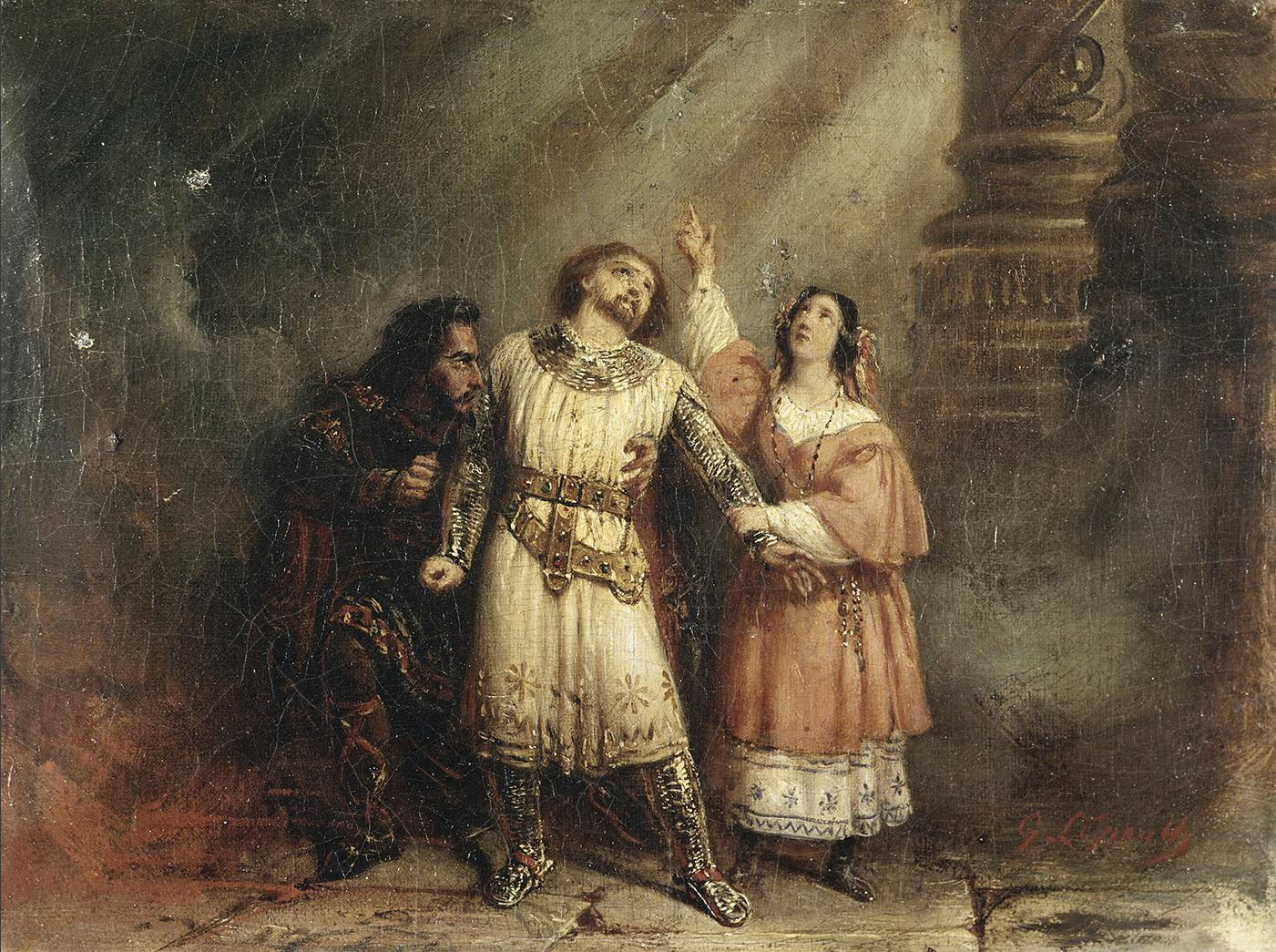
フランソワ＝ガブリエル・レポールによる第5幕の3重唱の場面（1835年）

修道士たちが祈っていると、そこへロベールがベルトランと共に逃げてくる。ベルトランは、自分がお前の父親であり、悪魔であると告げる。さらに父としての情愛を語り、言葉巧みにお前を悪魔の仲間にすることを誓ってあるので、真夜中までに契約に署名するのだと迫る。次は素晴らしい三重唱となる。2本のトランペットが奏でる歌謡性の強い印象的なメロディーが使用されて、劇的な展開が繰り広げられる。まず、アリスが駆けつけイザベル王女がグラナダ王子との気に染まない結婚を解消し、ロベールを待っているので、王女のもとへ向かうよう告げる。ベルトランは約束の時刻が迫っているとロベールを急き立てる。アリスはロベールに「誘惑者である父の言葉に耳を傾けてはならぬ」という母からの遺言状を開示する。すると真夜中の鐘が鳴り、地面が割れてベルトランは炎に包まれてしまう。ロベールはアリスの足元に倒れ気を失ってしまう。背後のカーテンが上がるとそこはパレルモの礼拝堂で、跪いているイザベルの姿が見える。聖なる合唱が聞こえる中、全員が現れ、ロベールは神に忠実であり、彼は救われたと歌われ、大団円となる。

## 楽器編成

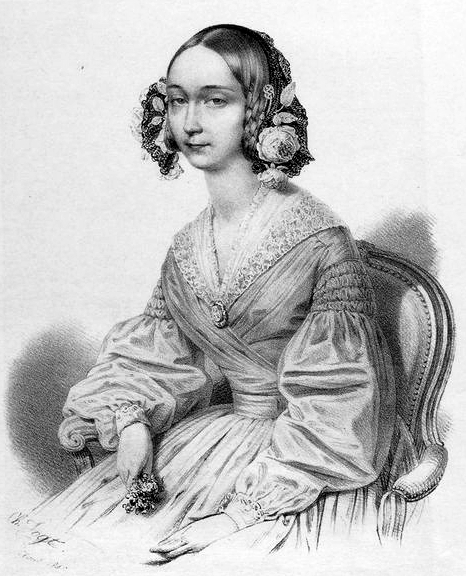
ジュリー・ドリュ・グラ

- 木管楽器: ピッコロ2、フルート2、オーボエ2（2番はイングリッシュホルン持ち替え）、クラリネット2、 ファゴット4
- 金管楽器:ホルン4、トランペット2、キー付トランペット2、トロンボーン3、オフィクレイド 1
- 打楽器:ティンパニ4、大太鼓、トライアングル、シンバル、タンブリン、 タムタム 、 鐘
- 弦五部 、ハープ2

舞台裏（バンダ）
- ピッコロ1、ホルン4、トランペット2、キー付トランペット2、トロンボーン3、バス・トロンボーン1、オフィクレイド1
- ハープ2 、 テナードラム 、トライアングル、シンバル、タムタム 、サンダーマシーン、オルガン

## 上演時間
第1幕:約30分、第2幕:約30分、第3幕:約60分、第4幕:約30分、第5幕:約25分

## 主な録音・録画
| 年   | 配役 ロベール イザベル ベルトラン アリス ランボー アルベルティ                                                                                  | 指揮者、 管弦楽団および合唱団 | レーベル                                              |
| ---- | --- | --- | ----------------------------------------------------- |
| 1985 | アラン・ヴァンゾ ジューン・アンダーソン サミュエル・レイミー ミシェル・ラグランジュ ウォルター・ドナティ ジャン=フィリップ・マルリエール        | トーマス・フルトン パリ・オペラ座管弦楽団 パリ・オペラ座合唱団                                                                                            | CD: Adonis ASIN: B00004U65L                           |
| 2000 | ワーレン・モック パトリツィア・チョーフィ ジョルジオ・スルジャン アンナリーザ・ラスパリオージ アレッサンドロ・コデルッピ ドメニコ・コライアンニ | レナート・パルンボ イタリア国際管弦楽団 ブラティスラヴァ室内合唱団                                                                                        | CD: Dynamic CDS368 ASIN: B000059TBU                   |
| 2012 | ブライアン・イーメル パトリツィア・チョーフィ ジョン・レリエ マリーナ・ポプラフスカヤ ジャン=フランソワ・ボラス ニコラ・クルジャル              | ダニエル・オーレン コヴェント・ガーデン王立歌劇場管弦楽団 コヴェント・ガーデン王立歌劇場合唱団 演出 : ロラン・ペリー                                      | DVD: Opus Arte *classic* No: OA1106D ASIN: B00NPZ6NA8 |
| 2012 | ブライアン・イーメル パトリツィア・チョーフィ アラステア・マイルズ カルメン・ジャンナッタージョ マルシャル・ドゥフォンテーヌ カルロ・ストリウリ | ダニエル・オーレン サレルニターナ『ジュゼッペ・ヴェルディ』フィルハーモニー管弦楽団 サレルノ・ヴェルディ歌劇場合唱団 コンサート形式による公演のライブ録音 | CD: BRILLIANT CLASSICS94604 ASIN: B01G4C4H3I          |

- 参考：ディスコグラフィー

## 関連作品
- フランツ・リスト
  - 「マイアベーアのオペラ『悪魔のロベール』のカヴァティーナ」（Cavatine de Robert le diable） S412a
  - 「マイアベーアのオペラ『悪魔のロベール』の回想」（Réminiscences de Robert le diable） S413/R222
- フレデリック・ショパンとオーギュスト・フランショームの合作
  - チェロとピアノのための「マイアベーアの『悪魔のロベール』の主題による協奏的大二重奏曲 ホ長調」（Grand duo concertante sur des theme de Robert le diable）1832年
- カール・チェルニー
  - 「マイアベーアのオペラ『悪魔ロベール』のワルツによる変奏曲」（Variations sur la Valse de l'Opéra "Robert le diable" (Meyerbeer)） Op.319
  - 「『悪魔ロベール』のワルツによる華麗なる変奏曲」（Variations brillantes sur Variations brillantes sur 'Robert le diable'） Op. 332
- ジギスモント・タールベルク
  - 「マイアベーアのオペラ『悪魔ロベール』の動機による幻想曲」（Fantaisie sur des motifs de l'Opéra "Robert le Diable" (Meyerbeer)） Op.6
  - 「マイアベーアのオペラ『悪魔ロベール』の動機による幻想曲 変ホ長調」（Fantaisie sur des motifs de l´opéra «Les Huguenots» de Meyerbeer） Op.20
- リヒャルト・ワーグナー
  - マイアベーアのオペラ『悪魔のロベール』のカヴァティーナのハープ・パートから弦楽合奏用の編曲（WWV46B、1838年）